# Paperback Writer
Paperback Writer (englisch für „Taschenbuch-Autor“) ist ein Lied und die zwölfte Single der britischen Band The Beatles. Paperback Writer erschien am 30. Mai 1966 in den USA und am 10. Juni 1966 in Europa. Die B-Seite der Single ist der Titel Rain. Das Lied steht unter dem zu Beatles-Zeiten üblichen Copyright Lennon/McCartney.

## Entstehung
Paperback Writer war eine eigenständige Single, die an zwei aufeinanderfolgenden Tagen während der Revolver-Sessions aufgenommen wurde. Die Beatles traten in eine Phase ein, in der sie sich mehr auf die musikalische Entwicklung konzentrierten. Paperback Writer entstand, nachdem Paul McCartneys Tante Lil ihn herausgefordert hatte, ein Lied zu schreiben, das nicht von Liebe handelte. McCartney schrieb Paperback Writer, nachdem er einen Daily Mail-Bericht über einen aufstrebenden Autor gelesen hatte, und komponierte das Lied auf dem Weg zu Lennons Haus in Weybridge. Mit dem im Lied genannten man named Lear ist der Schriftsteller Edward Lear gemeint.
John Lennon sagte 1980 dazu: „‚Paperback Writer‘ ist der Sohn von ‚Day Tripper‘, aber es ist Pauls Song. Sohn von ‚Day Tripper‘ bedeutet einen Rock-’n’-Roll-Song mit einem Gitarrenlick auf einer verzerrten, lauten Gitarre.“
Paperback Writer wurde während der letzten Tour der Beatles im Jahr 1966 aufgeführt. Im selben Jahr traten die Beatles damit in der Sendung Top of the Pops auf. Es war der vorletzte Song, der bei ihrem letzten Konzert am 29. August im Candlestick Park in San Francisco gespielt wurde.

## Aufnahmen

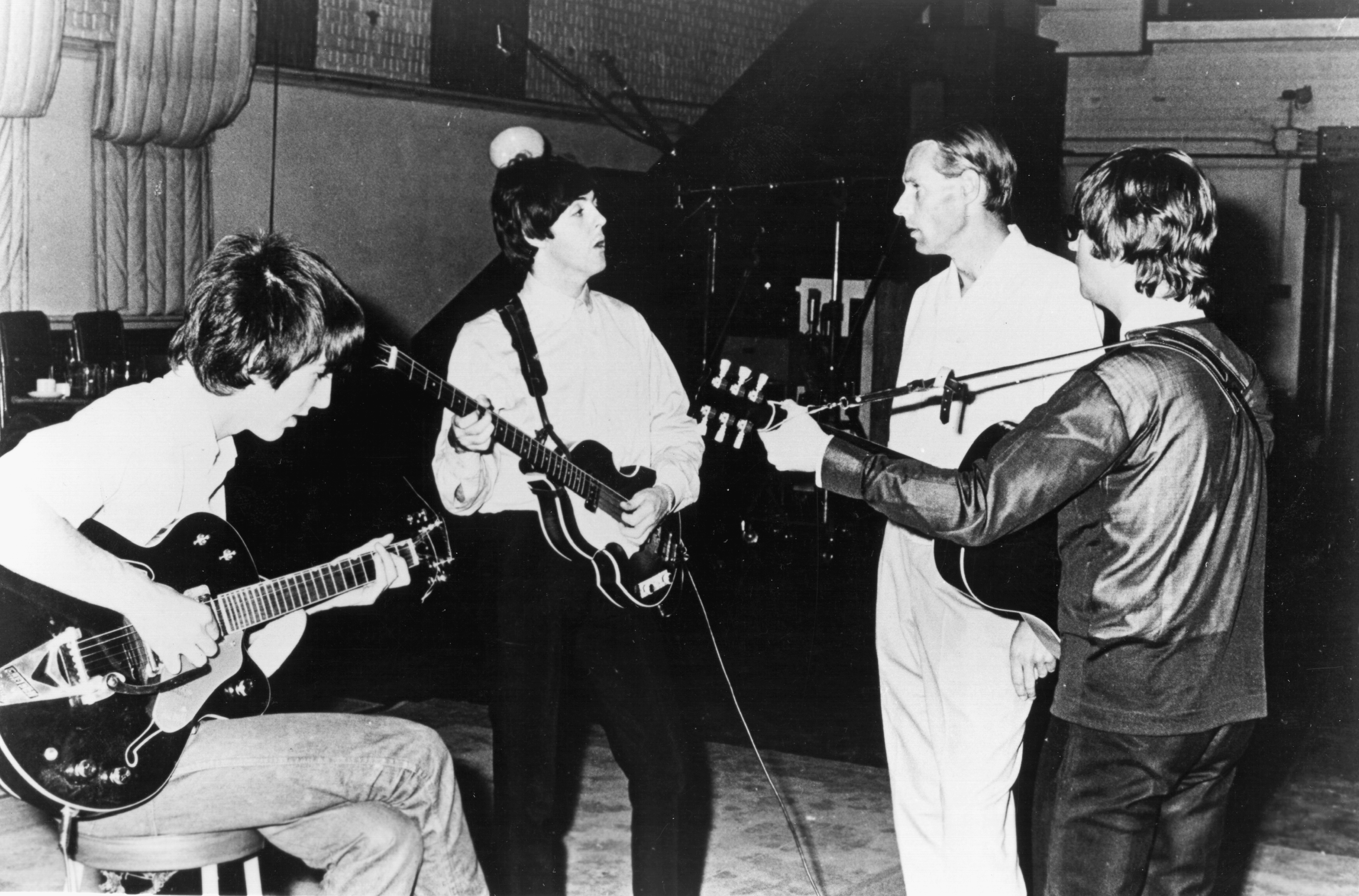
George Harrison, Paul McCartney und John Lennon mit George Martin (2. v. r.) in den Abbey Road Studios, 1966

Die Aufnahmen für das größtenteils von Paul McCartney geschriebene Lied Paperback Writer fanden am 13. und 14. April 1966 in den Londoner Abbey Road Studios (Studio 3) mit dem Produzenten George Martin statt. Geoff Emerick war der Toningenieur der Aufnahmen. Die Band nahm insgesamt zwei Takes auf.
McCartney spielte bei den Aufnahmen zunächst das charakteristische Gitarrenriff ein, bevor er als Overdub den Bass hinzufügte. Er nutzte hierbei erstmals einen Rickenbacker-Bass Modell 4001. Bei der Abmischung wurde das Schlagzeug im Stereospektrum aufgeteilt (Snare und Cymbals links, Tomtoms mittig, Bassdrum rechts). Echoeffekte wurden auf die Stimmen gelegt. Es war der erste Single-Hit der Beatles mit dem in den Abbey Road Studios entwickelten Audio-Effekt des Artificial Double-Tracking (ADT).
Charakteristisch für dieses hauptsächlich von McCartney gesungenen Stück, dessen Sound mit seinen Harmonien von dem der Band The Beach Boys beeinflusst ist, ist der Background-Chor mit Lennon und Harrison, der vom Spieltrieb und der Zitierfreude der Komponisten zeugt. Sie benutzten hierbei den ersten Vers des Kinderliedes Frère Jacques, der die Hauptmelodie harmonisch und rhythmisch untermalt.
Die Monoabmischung erfolgte am 14. April 1966. Am 31. Oktober erfolgten drei Stereoabmischungen. Bei der Monoversion von Paperback Writer ist das Schlagzeugspiel im Vergleich zur Stereoversion deutlich mehr in den Vordergrund gemischt. Die Stereoversion wurde gekürzt.
Besetzung:
- John Lennon: Rhythmusgitarre, Hintergrundgesang
- Paul McCartney: Leadgitarre, Bass, Gesang
- George Harrison: Leadgitarre, Percussion, Hintergrundgesang
- Ringo Starr: Schlagzeug, Tamburin

## Erfolg
Zum ersten Mal seit She Loves You erreichte eine Beatles-Single nicht direkt nach ihrer Veröffentlichung Platz 1 der Hitparade, sondern stieg „nur“ auf Platz 2 ein und erreichte erst eine Woche später die oberste Position. Damit war es die elfte aufeinanderfolgende Single der Gruppe, die den ersten Hitparadenplatz erreichte. 

## Auszeichnungen für Musikverkäufe
| Land/Region                  | Auszeichnungen für Musikverkäufe (Land/Region, Auszeichnung, Verkäufe) | Verkäufe  |
| ---------------------------- | ---------------------------------------------------------------------- | --------- |
| Vereinigte Staaten (RIAA)    | Gold                                                                   | 1.000.000 |
| Vereinigtes Königreich (BPI) | —                                                                      | 500.000   |
| Insgesamt                    | 1× Gold ·                                                              | 1.500.000 |

## Veröffentlichungen
- Die Single Paperback Writer / Rain wurde am 10. Juni 1966 in Deutschland und Großbritannien veröffentlicht, in den USA am 30. Mai 1966.
- Am 10. Dezember 1966 wurde Paperback Writer erstmals auf dem britischen Beatles-Album A Collection of Beatles Oldies veröffentlicht. Erstmals war das Lied in einer Stereoversion erhältlich.
- Im Februar 1970 wurde Paperback Writer erstmals auf einem US-amerikanischen Beatles-Album, Hey Jude, veröffentlicht. Diese Version hatte ein anderes Stereobild.[5]
- In den darauffolgenden Jahren wurde Paperback Writer für folgende Kompilationsalben der Beatles verwendet: 1962–1966 (1973), 20 Greatest Hits (1982), Past Masters (1988) und 1 (2000).
- Am 6. November 2015 wurde das Album 1 zum zweiten Mal wiederveröffentlicht. Dabei sind bei einigen Liedern, die von Giles Martin und Sam Okell neu abgemischt wurden, deutlich hörbare Unterschiede zu vernehmen. Das Schlagzeug und die Leadgitarre klingen bei Paperback Writer mittig, während der Gesang rechts und links gesetzt wurde.[6][7]
- Am 28. Oktober 2022 erschien die Jubiläumsausgabe des von Giles Martin und Sam Okell neuabgemischten Albums Revolver (Super Deluxe Box). Auf dieser befindet sich neben der Monoversion und einer neuen Stereoversion die bisher unveröffentlichte Version (Takes 1 & 2 / Backing Track).
- Am 10. November 2023 wurde das Kompilationsalbum 1962–1966 erneut wiederveröffentlicht. Auf diesem befindet sich Paperback Writer in der von Giles Martin und Sam Okell 2022 abgemischten Version.

## Musikvideos
Erstmals wurden für die Single professionelle Musikvideos für Werbezwecke gedreht, um den Verkauf der Single zu fördern. Ziel war es, diese an die Fernsehsender zu verschicken, um nicht mehr überall auftreten zu müssen. Die Dreharbeiten von Paperback Writer und Rain erfolgten am 19. und 20. Mai 1966 unter der Regie von Michael Lindsay-Hogg. Der erste Drehtag fand am 19. Mai 1966 im Studio 1 der Abbey Road Studios statt. Drei Musikvideos wurden für Paperback Writer und zwei für Rain erstellt. Zwei Musikvideos, in Farbe aufgenommen, waren für die USA gedacht und hatten ihre Premiere in der Ed Sullivan Show am 5. Juni 1966, zusammen mit einem Gruß der Beatles. Nach dem Mittagessen nahmen die Beatles zwischen 15:30 und 18:15 Uhr Schwarz-Weiß-Aufnahmen für die britischen Zuschauer auf, zwei für Paperback Writer und eines für Rain. Der zweite Tag der Werbedreharbeiten fand am 20. Mai 1966 im Chiswick House statt, einem Haus mit Gärten aus dem 18. Jahrhundert im Westen Londons. Für Paperback Writer wurde die Gruppe im Konservatorium gefilmt und im Statuengarten. Ein Teil des Konservatoriums wurde auch im Rain-Clip verwendet, und zusätzliche Aufnahmen von den Beatles, die auf dem Gelände spazieren gingen, wurden später in beide Filme geschnitten.
Der erste Schwarz-Weiß-Clip von Paperback Writer hatte sein britisches Fernsehdebüt am Samstag, den 25. Juni in Goodbye Lucky Stars, der letzten Ausgabe der langjährigen Musikshow Thank Your Lucky Stars. Die zweite Schwarz-Weiß-Performance von Paperback Writer, zusammen mit der von Rain, wurden zuerst auf Ready Steady Go  am Freitag, dem 3. Juni, gezeigt, was das erste Mal war, dass die Sendung Filmmaterial ausstrahlte, das nicht aus dem eigenen Studio stammte.
George Harrison sagte dazu: „Durch die Beatlemanie war es ziemlich schwierig herumzukommen. Und weil es bequemer war, gingen wir nicht mehr so oft in die Fernsehstudios, um für unsere Platten zu werben. Wir produzierten lieber unsere eigenen kleinen Filme und brachten sie ins Fernsehen. Ich glaube die ersten professionelleren waren Paperback Writer und Rain im Chiswick House. Es waren die Vorläufer der Videos.“

## Sonstiges
- Das Gedicht Bodenseereiter von Robert Gernhardt ist eine Parodie der Ballade Der Reiter und der Bodensee von Gustav Schwab, die passend zu Melodie und Reimschema von Paperback Writer geschrieben wurde.
- Tessa Dick, die letzte Ehefrau des Autors Philip K. Dick, erwähnte 2016 in einem Interview mit dem Spiegel, dass John Lennon ihren Mann in den 1970er Jahren angerufen und ihm gesagt habe, die Beatles hätten das Lied ihm zu Ehren geschrieben.[9]

## Coverversionen
Es wurden über 90 Coverversionen von Paperback Writer veröffentlicht, zum Beispiel von der Heavy-Metal-Band Saxon auf deren Album Inspirations von 2021. Paul McCartney veröffentlichte eine Liveversion von Paperback Writer im November 1993 auf dem Album Paul Is Live.